# Scipion-Jérôme Begon

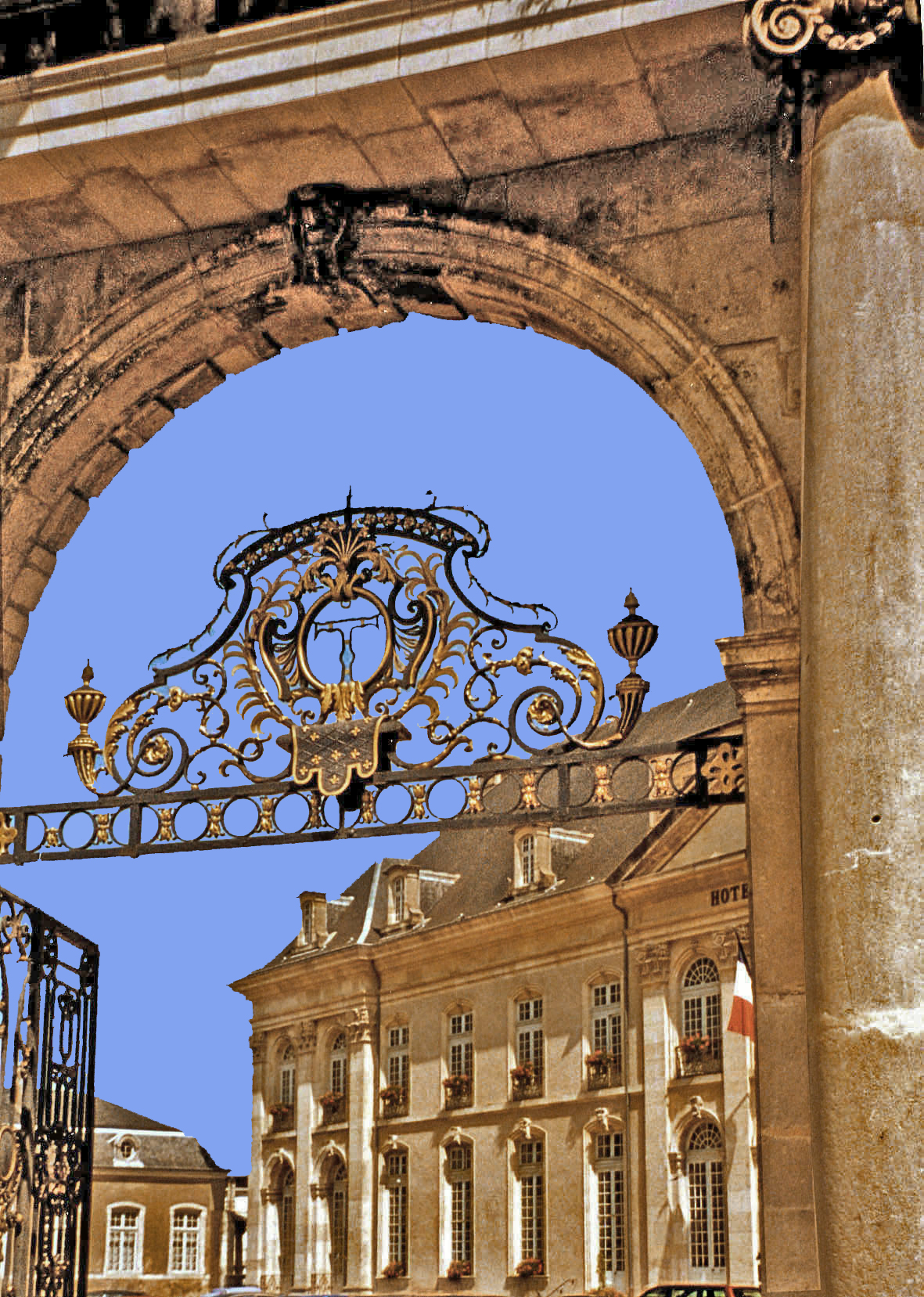
Bisschop Bégon liet zijn paleis in Toul bouwen. Vandaag het stadhuis van Toul.

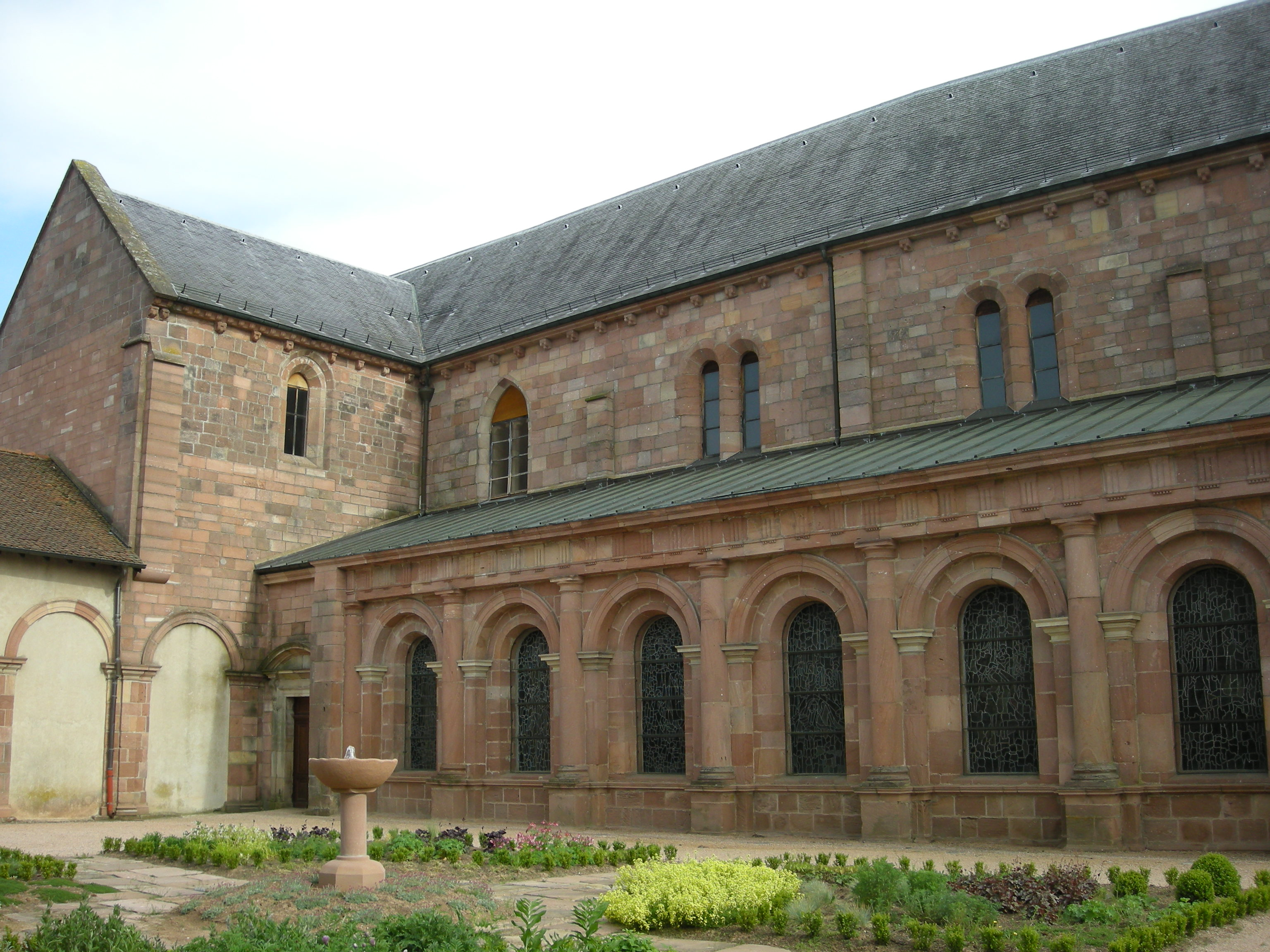
Bégon verwierf direct gezag en inkomsten uit de abdij van Etival.

Scipion-Jérôme Bégon (Brest, 30 september 1681 – Toul, 28 december 1753) was prins-bisschop van Toul (1723-1753). Hij verfraaide Toul in een periode dat Lodewijk XV heel Lotharingen opslorpte in Frankrijk, via Stanislaus, hertog van Lotharingen.

## Levensloop
Bégon groeide op in een Bretoense familie van commandanten en hoge ambtenaren. Bégon behaalde de doctorstitel in de theologie aan de universiteit Sorbonne in Parijs (1708). Hij werd kanunnik in de kathedraal van La Rochelle, een stad waar zijn vader Michel Bégon nog commandant was geweest. Van 1710 tot 1713 werkte hij op het bisdom Limoges. In 1713 werd Bégon vicaris-generaal van het bisdom Beauvais; tevens werd hij abt van het benedictijnenconvent van Saint-Germer-de-Flay. Bégon werd door koning Lodewijk XIV belast om de pauselijk bul Unigenitus uit te voeren in het aartsbisdom Bordeaux en het bisdom Auch. Dit betekende dat Bégon jansenisten moest bestrijden en verjagen.
In 1721 werd Bégon bisschop van Toul, een van de Trois-Evêchés. Bégon werd prins van het Rooms-Duitse Rijk. Alhoewel het prinsbisdom Toul deel uitmaakte van Frankrijk sinds 1648, bleven de bisschoppen zich prins noemen. Bégon liet in Toul zelf een groot bisschoppelijk paleis bouwen, want het kasteel in Liverdun was een ruïne geworden. Twee architecten-geestelijken (premonstratenzers) tekenden de plannen van het bouwwerk. In het bisdom liet hij kerken bouwen en wijdde ze in. Hij schreef talrijke pastorale brieven en hield voordrachten. Bégon verfraaide Toul. Hij stimuleerde het priesterseminarie van Toul financieel zodat arme geestelijken er jaren konden studeren.
In 1737 ontving Bégon een bevel van Lodewijk XV van Frankrijk. Frankrijk stond op het punt de hertogdommen Lotharingen en Bar te annexeren doch, als tussenperiode, regeerde Stanislaus Leszczynski, de schoonvader van Lodewijk XV. Lodewijk XV verplichtte bisschop Bégon de bevolking in het (naburige) Lotharingen warm te maken voor de nakende annexatie. Hierin sloeg Bégon ten dele; het Franse ambtenarenapparaat van Stanislaus was immers niet geliefd. Bégon steunde de urbanisatiewerken van Stanislaus, alsook de officiële bezoeken in Lotharingen. Het kwam wel tot een dispuut met het kapittel van Saint-Dié-des-Vosges over het beheer van de welvarende abdij Saint-Dié. Deze werd beslecht in het voordeel van Bégon, na tussenkomst van hertog Stanislaus. Intussen had Stanislaus vernomen dat de kassen van het bisdom Toul leeg waren. Dit kwam vooral door de dure bouwwerken. Stanislaus wijzigde daarom het statuut van die andere rijke abdij, deze van Saint-Pierre d’Etival, vandaag in Etival-Clairefontaine. Deze abdij van premonstratenzers verloor haar financiële autonomie en werd een priorij in handen van het bisdom Toul.
In 1753 stierf Bégon in zijn nieuw gebouwd bisschoppelijk paleis. Hij werd in de kathedraal van Toul begraven. Hij was de 3e laatste bisschop van Toul.
- Bibliothèque nationale de France: cb14967474v (data)
- Gemeinsame Normdatei: 1028953623
- International Standard Name Identifier: 0000 0000 3012 0653
- Library of Congress Control Number: n88277986
- Système universitaire de documentation: 154923613
- Virtual International Authority File: 5202032
- WorldCat: E39PBJr7YQxFcD9R6yQJwWPbBP